# Battaglia di Tinian
La battaglia di Tinian è una battaglia della guerra del Pacifico che si svolse durante la seconda guerra mondiale. La battaglia venne combattuta dal 24 luglio al 1º agosto 1944.
Questa battaglia seguì la conquista dell'isola di Saipan da parte degli americani. Tinian si trova molto vicino a Saipan, questo la rese il successivo obiettivo della campagna delle Marianne.
Il 24 luglio la 2ª e la 4ª Divisione dei Marines sbarcarono sull'isola. Erano appoggiati oltre che dal fuoco navale anche dall'artiglieria terrestre che sparava attraverso lo stretto che separa Saipan da Tinian. Durante il bombardamento iniziale vennero usate, per la prima volta, delle bombe al napalm.
Con un inganno i marines fecero credere che avrebbero attaccato il principale insediamento dell'isola, Tinian Town, costringendo quindi le forze dell'Impero giapponese ad allontanarsi dalla parte settentrionale dell'isola dove invece avvenne lo sbarco.
I giapponesi riproposero nuovamente la tenace tattica che avevano sperimentato a Saipan: si ritiravano di giorno per poi attaccare la notte. Il terreno di Tinian era più adatto di quello di Saipan, in gran parte montuoso, all'impiego dei carri armati e dell'artiglieria che quindi furono estesamente utilizzati dagli attaccanti. L'isola venne conquistata nove giorni dopo. Il 31 luglio i giapponesi lanciarono la loro ultima carica suicida. Molti giapponesi però si nascosero nella giungla di Tinian dove rimasero per molti mesi. Addirittura la guarnigione dell'isola di Aguijan a sud-ovest di Tinian, comandata dal tenente Kinichi Yamada, si arrese solo alla fine del conflitto il 4 settembre 1945. L'ultimo soldato giapponese, Murata Susumu, venne catturato solo nel 1953.
Dopo la conquista di Tinian l'isola divenne una importantissima base per le operazioni successive, dotata di alloggiamenti per 50000 soldati e di un gigantesco aeroporto. A questa trasformazione lavorarono 15000 Seabees (genieri dell'US Navy) e da qui partivano i bombardieri che colpivano le Filippine, le isole Ryūkyū e il Giappone. Da Tinian partirono anche i bombardieri che sganciarono le due bombe atomiche sulle città di Hiroshima e Nagasaki (Little Boy e Fat Man) che posero fine al conflitto.